# Battus philenor
La cola de golondrina azul (Battus philenor) es una especie de insecto lepidóptero que forma parte de las mariposas cola de golondrina de la familia Papilionidae y se encuentran en América del Norte y Central. Esta mariposa es negra con las alas posteriores iridiscentes negras/azules. Se encuentran en muchos hábitats diferentes, pero más comúnmente en bosques. Su forma larvaria (oruga) normalmente es negra o roja y se alimenta de plantas compatibles del género Aristolochia. Estas mariposas son conocidas por secuestrar ácidos de las plantas de las que se alimentan para defenderse ellas mismas de depredadores, siendo desagradables al consumo. A pesar de esta estrategia, algunas especies de  Aristolochia son demasiado tóxicas para las larvas, típicamente las variedades tropicales. Los adultos se alimentan del néctar de una variedad de flores.
Mientras los entusiastas han liderado los esfuerzos ciudadanos para conservar esta especie en zonas de la costa oeste, la especie en concreto no ha estado sujeto de un programa formal de conservación o protección en la legislación, aunque se encuentra en estado de preocupación especial en Míchigan, que es su límite de dispersión norte.

## Nomenclatura
Esta especie de cola de golondrina se identificó por primera vez en 1771 por Linnaeus y originalmente se situó en el género Papilo, como era típico para las mariposas. En 1777, fue movido al género Battus por Scopoli. El nombre de Battus proviene del fundador de la colonia griega de Cyrenaica, Bato I, y el nombre de especie phylenor también proviene del griego. Esta mariposa también pertenece a la tribu Troidini, un grupo de mariposas las larvas de las cuales tienen una alimentación específica a base de plantas del género Aristolochia. Se refieren a ellas como las mariposas Aristolochia.

## Hábitat y distribución
Battus philenor tiene un ancho rango de distribución por toda la zona norte de América. En los Estados Unidos, esta mariposa se encuentra desde Nueva Inglaterra hasta Florida y al oeste en Nebrasca, Texas, Nuevo México, Arizona, California y Oregón. También hay una población aislada en el centro de California. Se han observado en localizaciones extremas como México (extremo sur) y Ontario (extremo norte), aunque estos avistamientos son inconsistentes de igual manera en Bolivia en la Ciudad de Santa Cruz de la Sierra. 
Los hábitats frecuentados por esta mariposa son ambientes cálidos y más temperados. Puede encontrarse en praderas, campos abiertos, bosques y jardines; también se pueden encontrar cerca de carreteras y caminos que se encuentren en zonas boscosas. Siempre las encontraremos donde mejor crezcan las plantas de Aristolochia y esta premisa ha modulado en gran medida las poblaciones: un ejemplo es la dificultad actual de ver esta especie en Ohio, aunque antiguamente las poblaciones eran abundantes. Se cree que este hecho de debe al incremento y posterior disminución del cultivo ornamental de la planta huésped (la disminución de las poblaciones de mariposas la norte de Ohio coinciden con la discontinuidad en la producción de una de las plantas huéspedes de esta especie: Aristolochia tomentosa). Se han observado unos resultados parecidos en Cleveland.

## Alimentación y plantas huéspedes

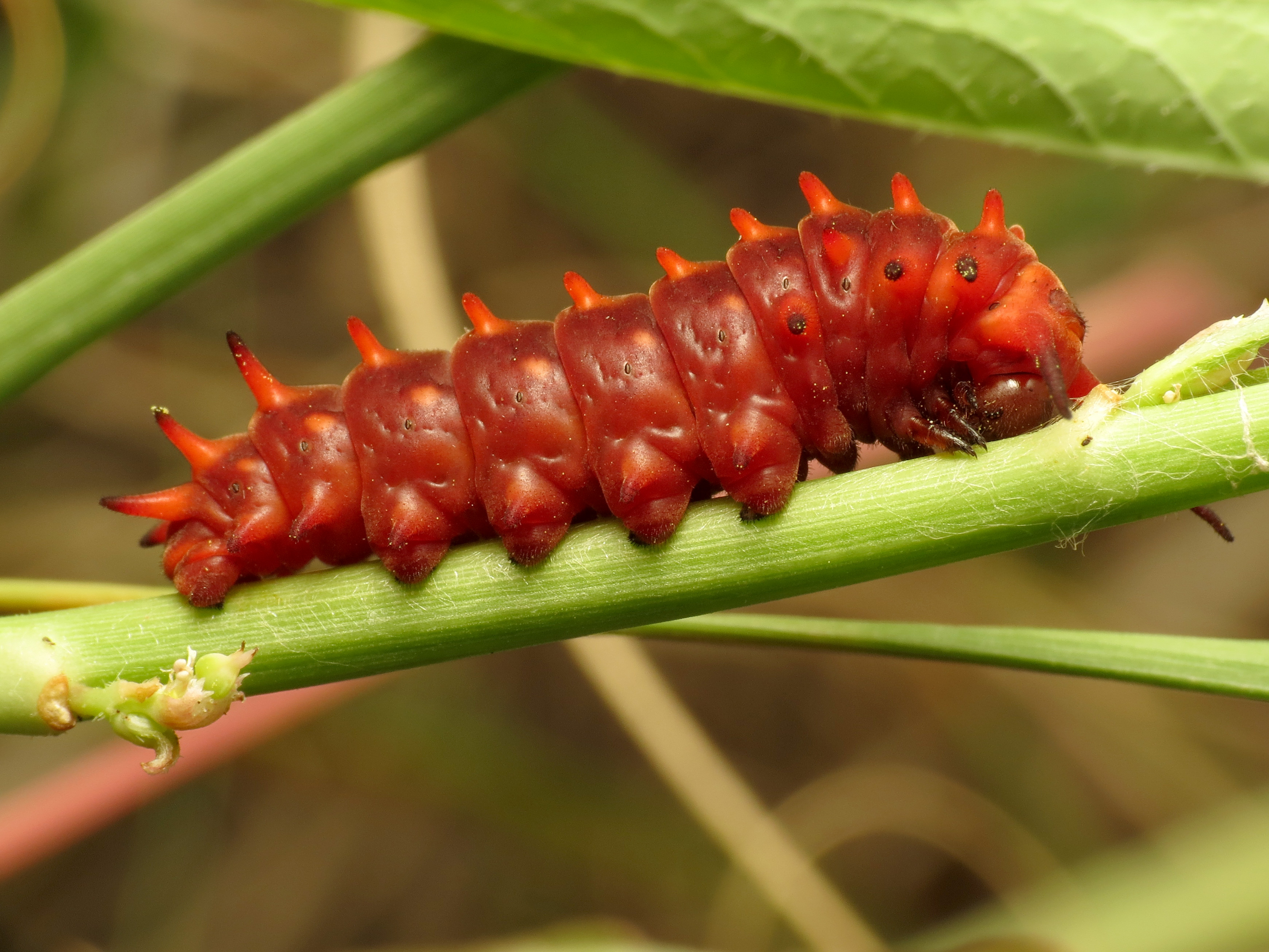
Oruga

La larva de esta especie de alimenta de plantas del género Aristolochia. Las plantas de este género son conocidas por tener ácido aristolóquico (alcaloide), el cual secuestran las larvas para usarlo como mecanismo de defensa. La planta usual de la cola de golondrina azul es Aristolochia serpentaria, la cual se puede encontrar al este de los Estados Unidos y Florida. Dentro de esta especie, hay morfologías variables de las hojas (plantas con hojas más anchas y otras con hojas estrechas), pero ambas son usadas por las larvas de esta mariposa. Otras plantas que habitan incluyen Aristolochia tormentosa, Aristolochia reticulata, Aristolochia watsonni y Arisolochia californica. Algunas especies de Aristolochia son realmente tóxicas o muy desagradables al gusto para las larvas y este hecho puede actuar como unas trampas mortales para las mariposas.
Los adultos se alimentan de plantas productoras de néctar. Estas mariposas frecuentan las flores de las plantas del género Cirsium, conocidas habitualmente como cardos; también las podemos encontrar en las flores rosas y lilas de las especies del género Phlox y especies de Vernonia. Un comportamiento interesante de esta especie es l'agrupación de machos en zonas de barro (sobre todo al inicio de la primavera y durante el verano), de donde extraen humedad y nutrientes. Este comportamiento puede tener que ver con el cortejo.

## Ciclo vital
Suelen haber 3 o más generaciones en las poblaciones del extremo sur (área del Golfo de México y la península de Florida). Por contra, en el norte suelen haber solo 2 generaciones.

### Huevo
Los huevos de esta mariposa varían en color desfe rojo a naranja. Son pequeños y se depositan en los tallos de las plantas que habitan. Un rasgo distintivo de estos huevos, el cual está compartido con todas las mariposas que hospedan Aristolochia, es que la capa exterior del huevo está cubierta de una excreción firme y nutritiva formando bandas verticales por el exterior. Los huevos parecen irregulares o rugosos por esta excreción que forma bandas rugosas. Las hembras depositan esta excreción a partir de una glándula situada encima del ovopositor durante el proceso de puesta de los huevos.
Las mariposas depositan los huevos en las hojas de las plantas huéspedes formando grupos y con acceso a la luz del sol. Las larvas eclosionan pasadas unas semanas e inmediatamente se comen los remanentes del huevo del que han salido.

### Larva
Las larvas miden unos 5 centímetros de longitud y varían entre  color marrón oscuro y negro. En las áreas con temperaturas más altas como Texas y Arizona, en cambio, dominan los colores rojos. Estas larvas tienen unos puntos naranjas brillantes a final de unas proyecciones en fila a través de su cuerpo y, en algunos extremos, estas proyecciones se alongan en filamentos. En el estadio final de crecimiento tienen una apariencia brillante o aterciopelada dado el conjunto de pelos que le aparecen. La determinación del sexo de las larvas se puede dar mirando los agujeros que se extienden por la cara ventral del individuo al final de la sección abdominal.
Las larvas se pasan la mayoría de su tiempo alimentándose de las hojas de las plantas que hospedan. Cuando han consumido toda la materia comestible de una planta, se mueven a otra. Inicialmente comen en grupos, pero a medida que disminuye la fuente de alimento, se van volviendo más solitarias al buscar plantas nuevas por su cuenta. Los filamentos de las larvas los ayudan a identificar las plantas verticales y decidirán si son aptas para ser consumidas o no gracias a las piezas bucales. Las larvas se alimentarán durante varias semanas antes de situarse en un sitio aislado para pasar a la fase de pupa.

### Pupa
Las pupas son de color verde o marrón y miden aproximadamente 6-7 centímetros. Esta pupa se diferencia de las otras pupas del grupo en que los laterales del cuerpo de esta se extienden generando una apariencia alada, con bordes semitransparentes a los lados de las extensiones. La transición a pupa se lleva a cabo a una altura considerable del suelo, en troncos de árbol u otros sitios propicios. Raramente se sitúan en zonas verdes para este momento.
Esta transición empieza con la liberación de seda por parte de la larva para forman una estructura de soporte para el sostén de la crisálida. En climas más fríos pasará el invierno como pupa, pero en ambientes más cálidos, la fase de pupa solo se prolonga unas pocas semanas. Antes de liberar el individuo adulto, la formación de las alas se puede apreciar a través de la crisálida.

### Adulto
Los adultos tienen una envergadura de las alas de 7 a 13 centímetros. Las alas dorsales del macho adulto son negras con iridiscencias azules brillantes en la parte posterior. Las hembras tienen unas iridiscencias más apagadas en comparación. Se pueden observar puntos naranjas brillantes en la parte trasera posterior de las alas ventrales. Los adultos de las poblaciones de California tienen unos cuerpos más pequeños y peludos y se piensa que podría ser una subespecie de esta: Battus philenor hirsuta; en Kansas también se han observado poblaciones parecidas. Los machos adultos se mantienen la mayoría del tiempo alimentándose y en busca de parejas. El comportamiento de agrupación de los machos en zonas de barro parece que viene motivado por la simple presencia de otros machos. Las hembras pasan la mayoría del tiempo alimentándose, siendo cortejadas por los machos y reproduciéndose. 
Inmediatamente después de emerger de la crisálida, las mariposas adultas se mantienen primero cerca de la carcasa de la pupa, secan sus alas y eliminan los desechos que han quedado pegados a su cuerpo. Las mariposas se pueden ver durante las estaciones de primavera y verano (con picos en los meses de mayo y julio), aunque en zonas más temperadas como el sur y suroeste de Estados Unidos estas mariposas aparecen más tarde y se mantienen activas hasta entrado el otoño.

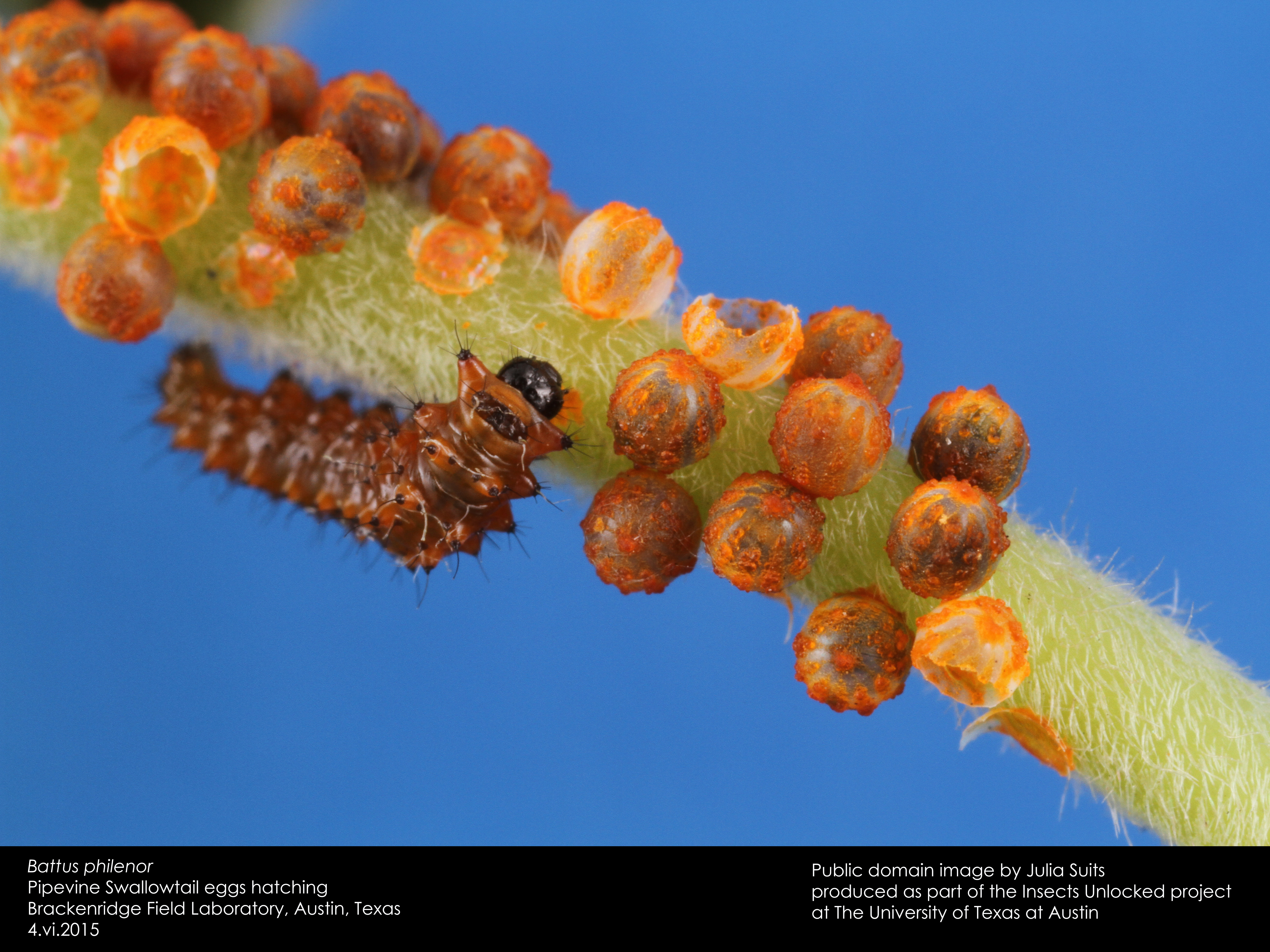
Huevos de Battus philenor con las bandas verticales rugosas
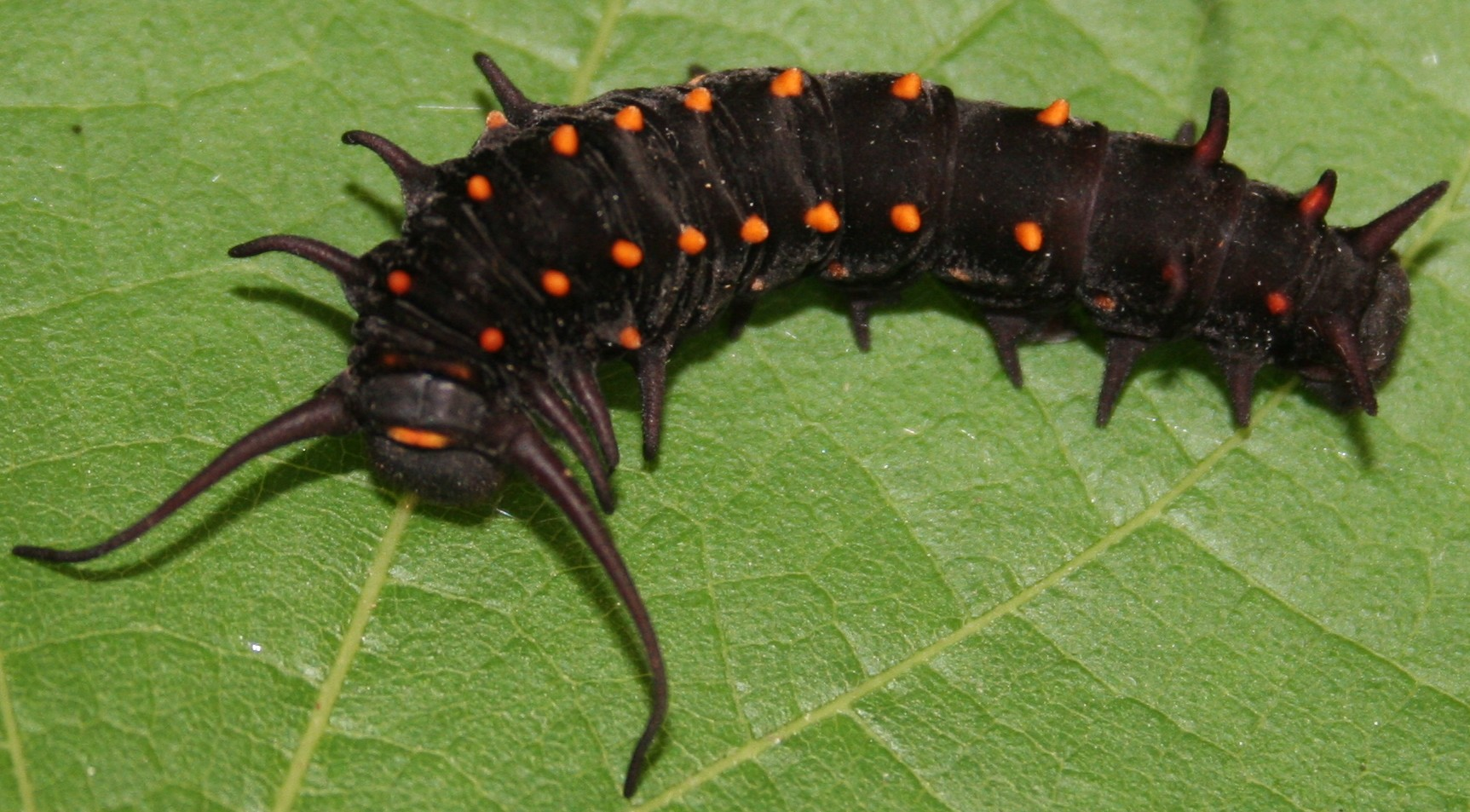
Larva de Battus philenor oscura
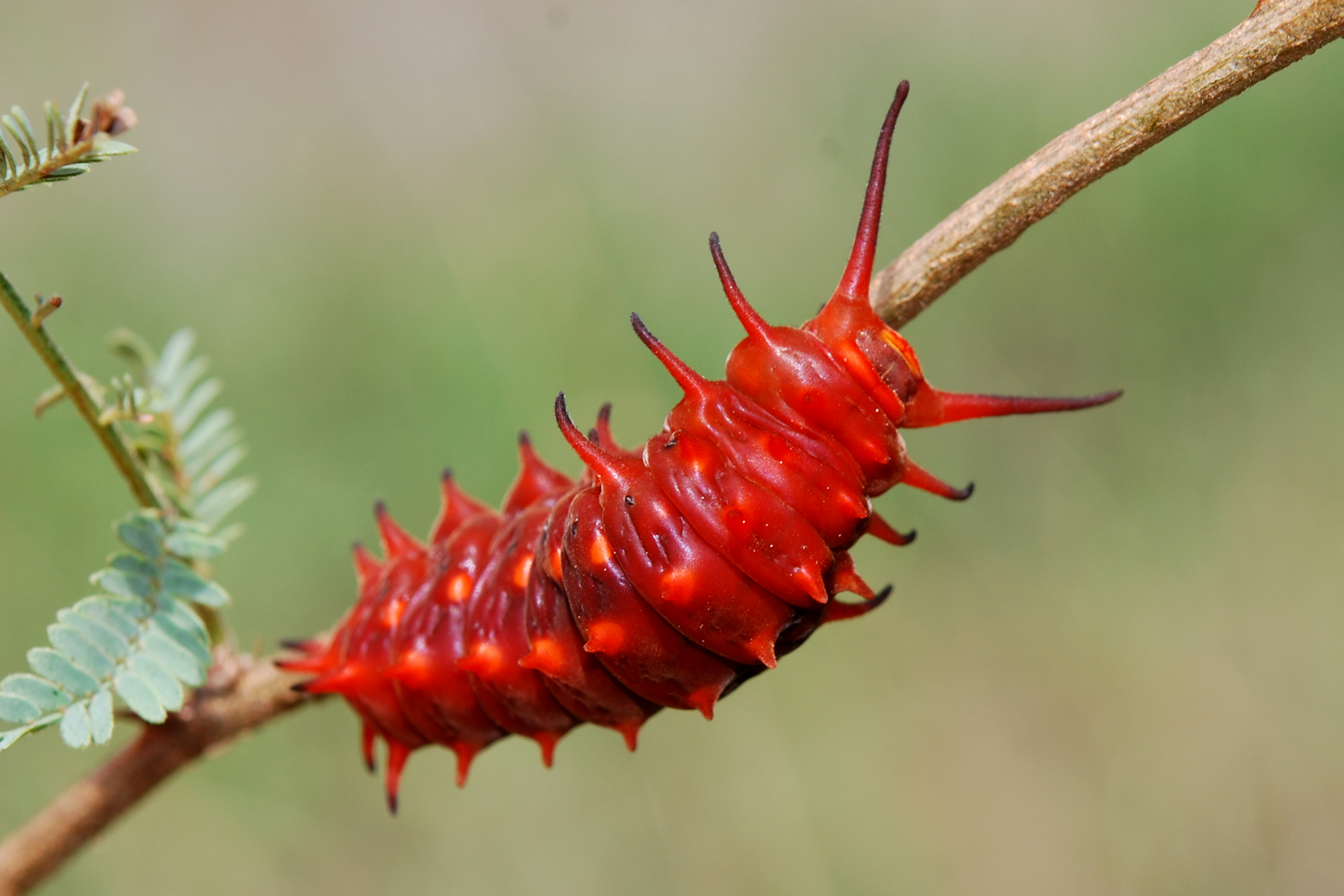
Larva de Battus philenor roja
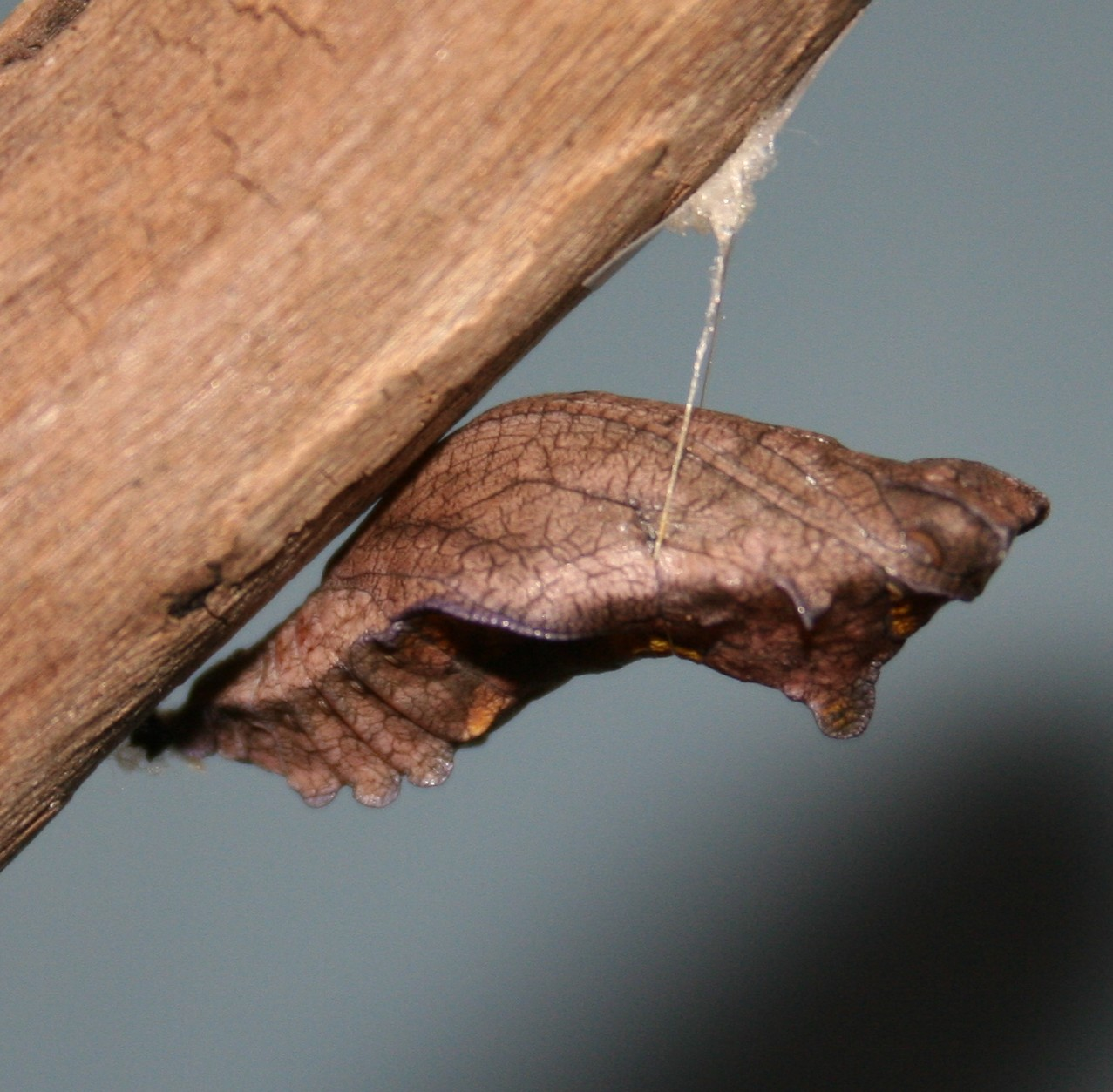
Pupa con los laterales semitransparentes que dan una apariencia de alas
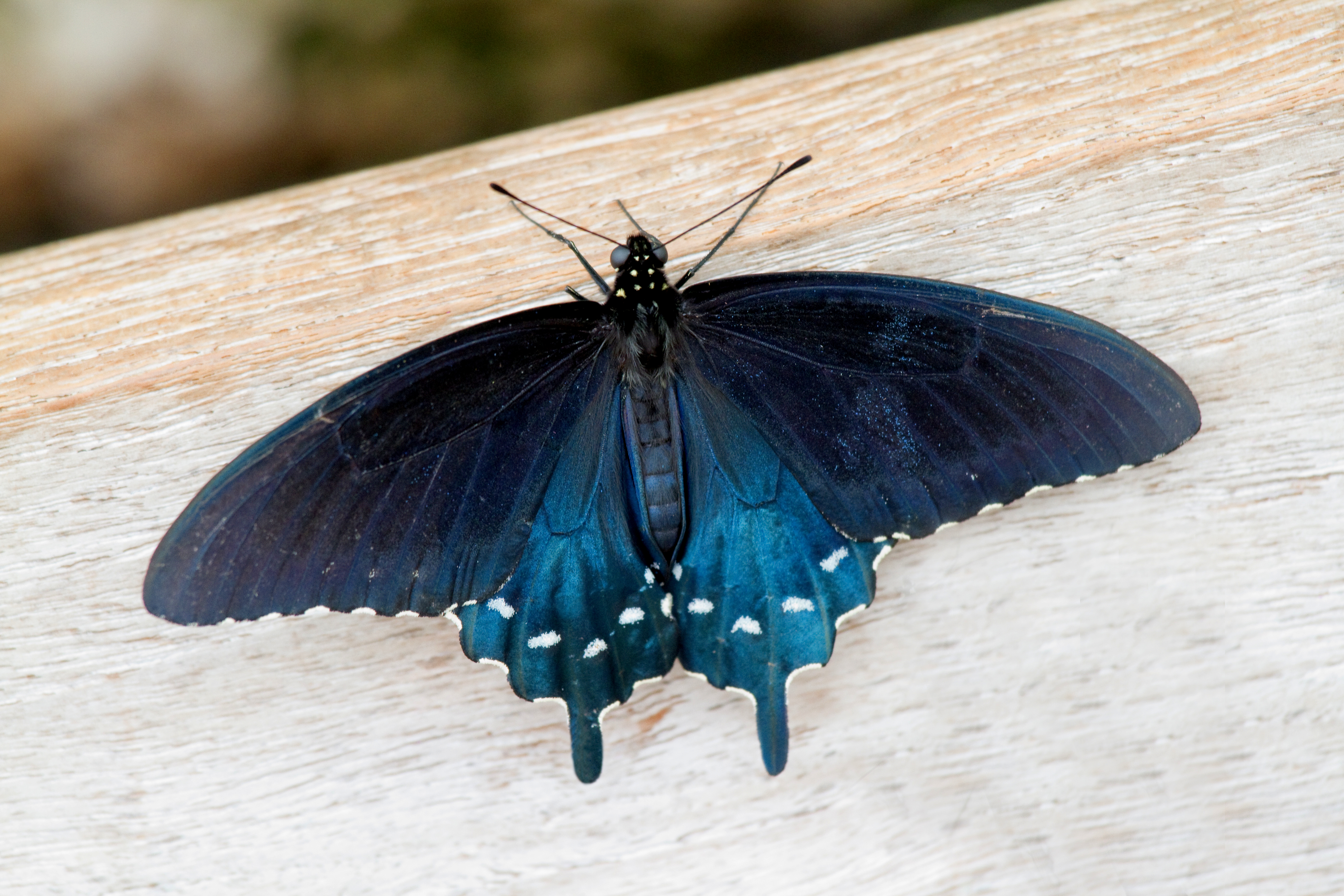
Estadio adulto de la mariposa cola de golondrina azul.

## Apareamiento

### Cortejo
Los machos suelen visitar las plantas huéspedes en busca de hembras. Cuando las encuentran, se dedican a sobrevolar por encima de las hembras durante un largo período de tiempo y el cortejo ocurre cuando el macho dispersa feromonas desde arriba hacia la hembra (los machos tienen androconio, es decir, escamas que desprenden olor en el extremo interior dorsal de las alas traseras. El olor se produce por células glandulares que poseen estas escamas). Las alas iridiscentes de los machos también se cree que están involucradas en atraer a las hembras al mostrar la calidad y belleza que posee el posible pretendiente. Los machos también pueden usar sodio recogido del barro en el espermatóforo, como un regalo nupcial durante el cortejo.

### Oviposición
Las hembras identifican las plantas huéspedes en las que desovar por la forma de las hojas (prefieren las plantas que tienen hojas nuevas), lo cual les suele llevar a errores al depositar de manera habitual en plantas que no son del género Aristolochia (comprometiendo la puesta y la supervivencia de los huevos). No es la única especie que lo hace, dado que otras como Urbanus proteus aalgunas veces depositan su puesta en plantas del género Aristolochia y las larvas mueren al poco de eclosionar. Los ácidos aristolóquicos presentes en las plantas correctas también pueden actuar como un estimulante químico de la oviposición.

## Subespecies
- Battus philenor hirsuta

## Enemigos naturales
La larva de estas mariposas tiene varios depredadores naturales; se ha observado casos de otras larvas de mariposas alimentándose de las larvas de estas. Los parásitos también pueden acechar las larvas, siendo las especies de moscas y avispas las más peligrosas. Los pájaros son los más peligrosos para estas larvas, dado que muchas especies las van a consumir cuando tengan oportunidad. Como resultado de la depredadción por los pájaros, esta mariposa ha evolucionado un mecanismo de defensa químico usando los ácidos aristolóquicos que encuentran en sus plantas huéspedes.  

## Mecanismos de defensa

### Adquisición de ácido aristolóquico
Todas las plantas que hospedan estas mariposas tienen alguna forma de estos ácidos mencionados, los cuales son recogidos por la larva cuando se alimenta. Estos ácidos de pasaran a los futuros huevos, pupas y adultos de mariposas; durante generaciones, los niveles de ácido aristolóquico en el cuerpo de las mariposas aumentan a medida que se acumula el ácido. Los niveles altos de ácido hacen a las larvas y adultos desagradables al gusto para los pájaros, disminuyendo la depredación de estos. Los puntos naranjas brillantes presentes en la larva y adultos también se cree que servirían como un aviso para los depredadores, alertándolos del desagradable sabor que tienen.

### Mimetismo
Como resultado de la defensa natural de esta especie de mariposa en concreto, muchas otras especies de mariposas (Limenitis arthemis, las hembras de Papilio glaucus, P. polyxenes y Speyeria diana, entre otros) mimetizan los patrones de la mariposa cola de golondrina azul para que los depredadores las asocien con el sabor desagradable. Este mecanismo es llamado mimetismo bayesiano. Battus philenor también podría estar relacionada con mimetismo mülleriano, en el cual dos especies que tienen una condición desventajosa para los depredadores (en este caso el sabor desagradable) se parecen entre ellas, así actuando como un modelo global; ciertas especies de milpiés se parecen a las larvas de estas mariposas y desprenden cianuro de hidrógeno cuando se encuentran en peligro.

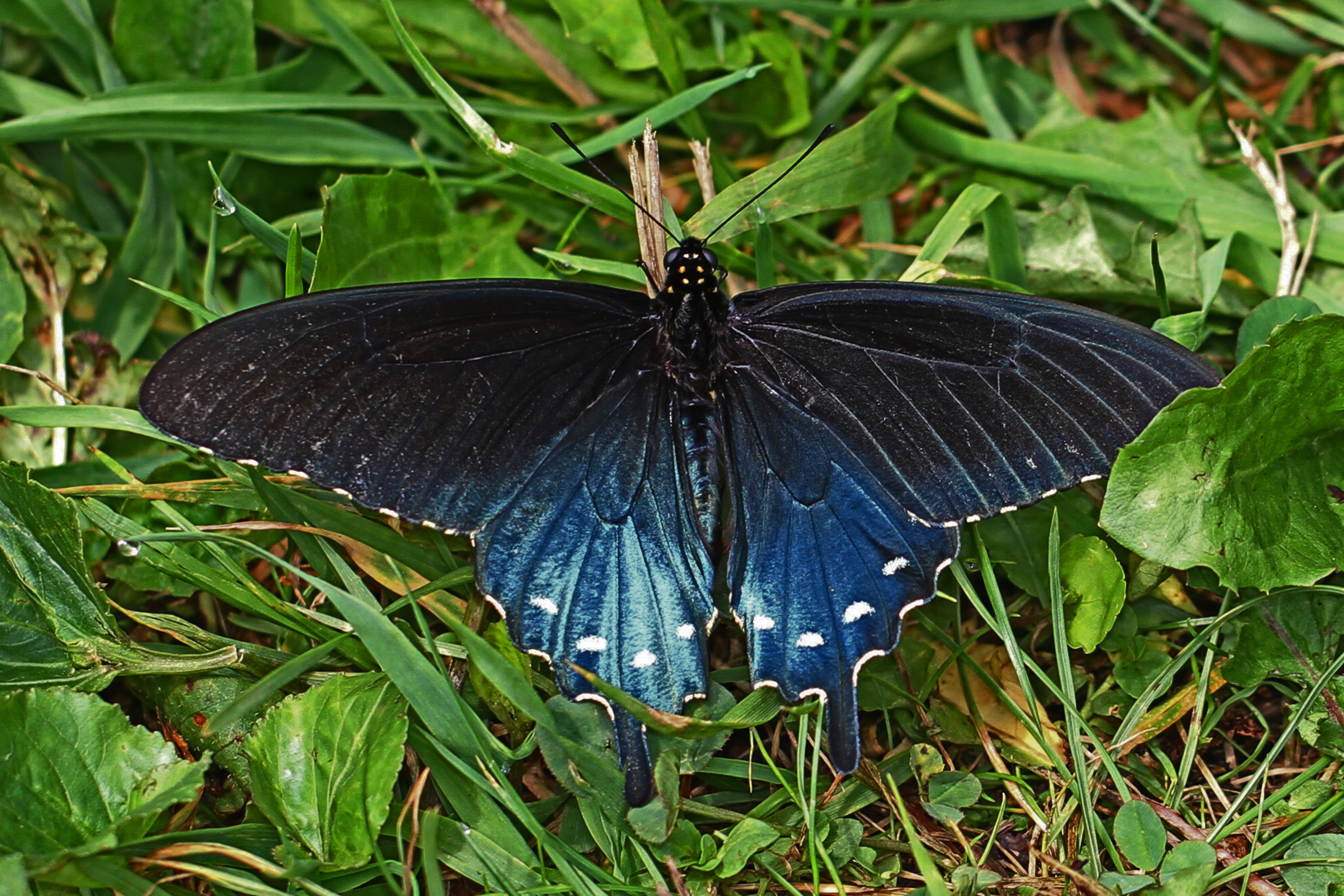
Mariposa cola de golondrina azul (Battus philenor) vista dorsal (modelo)
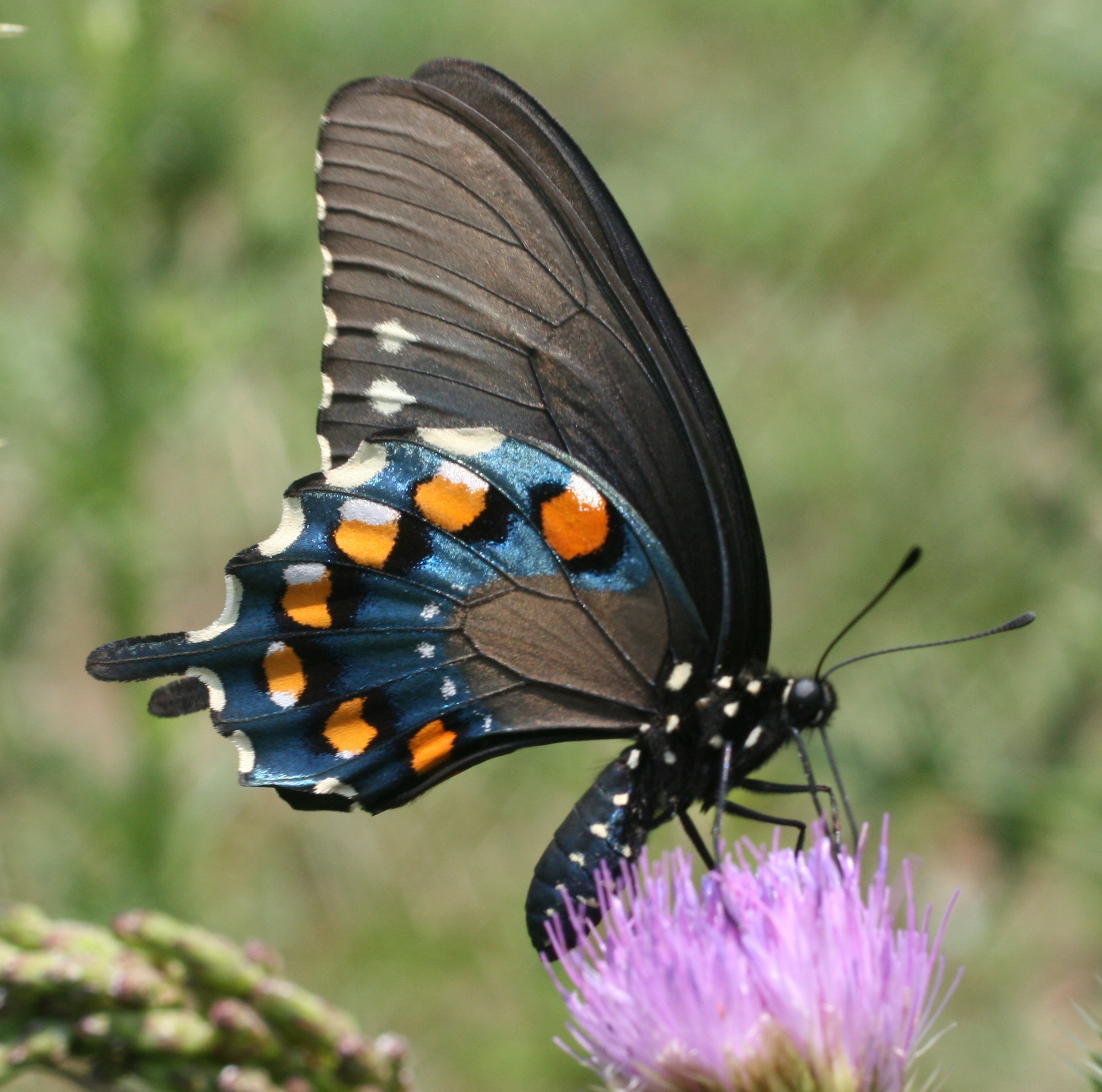
Mariposa cola de golondrina azul (Battus philenor) vista ventral (modelo)

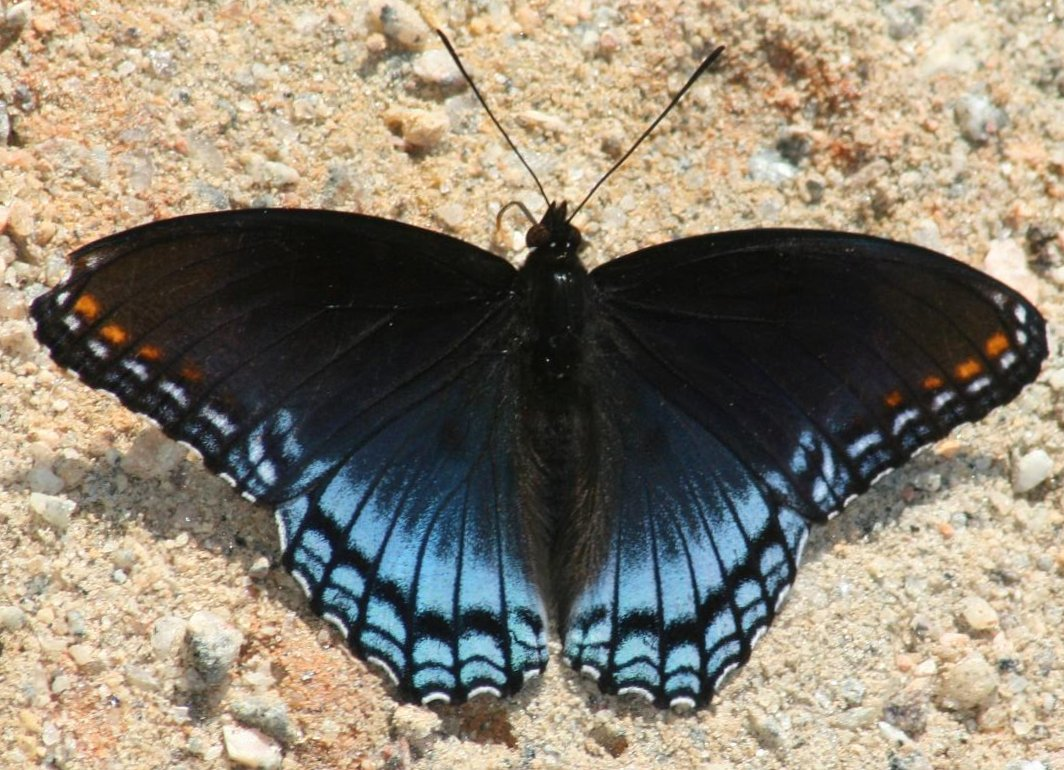
Limenitis arthemis astyanax vista dorsal (mimética)
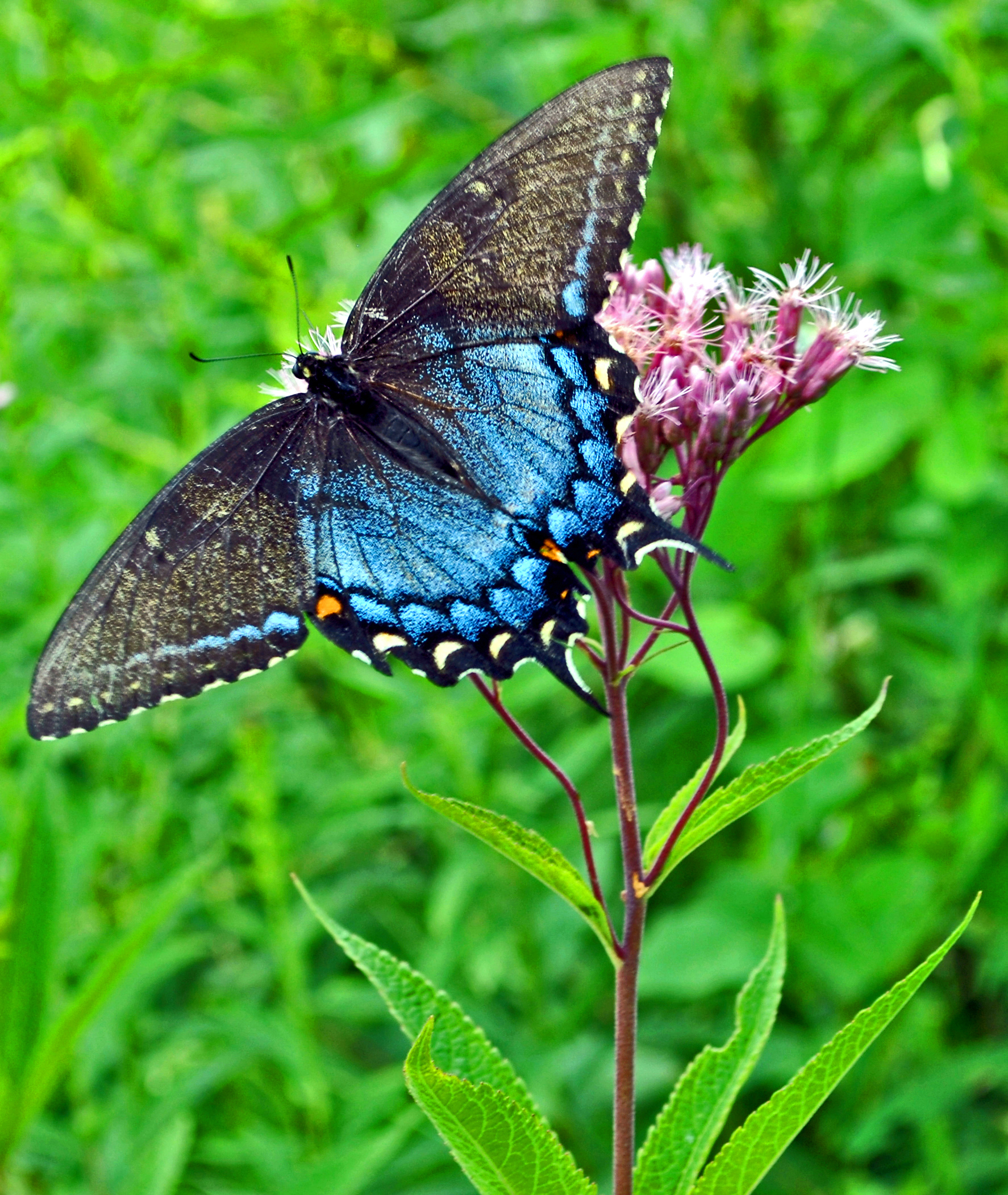
Papilio glaucus hembra vista dorsal (mimética)
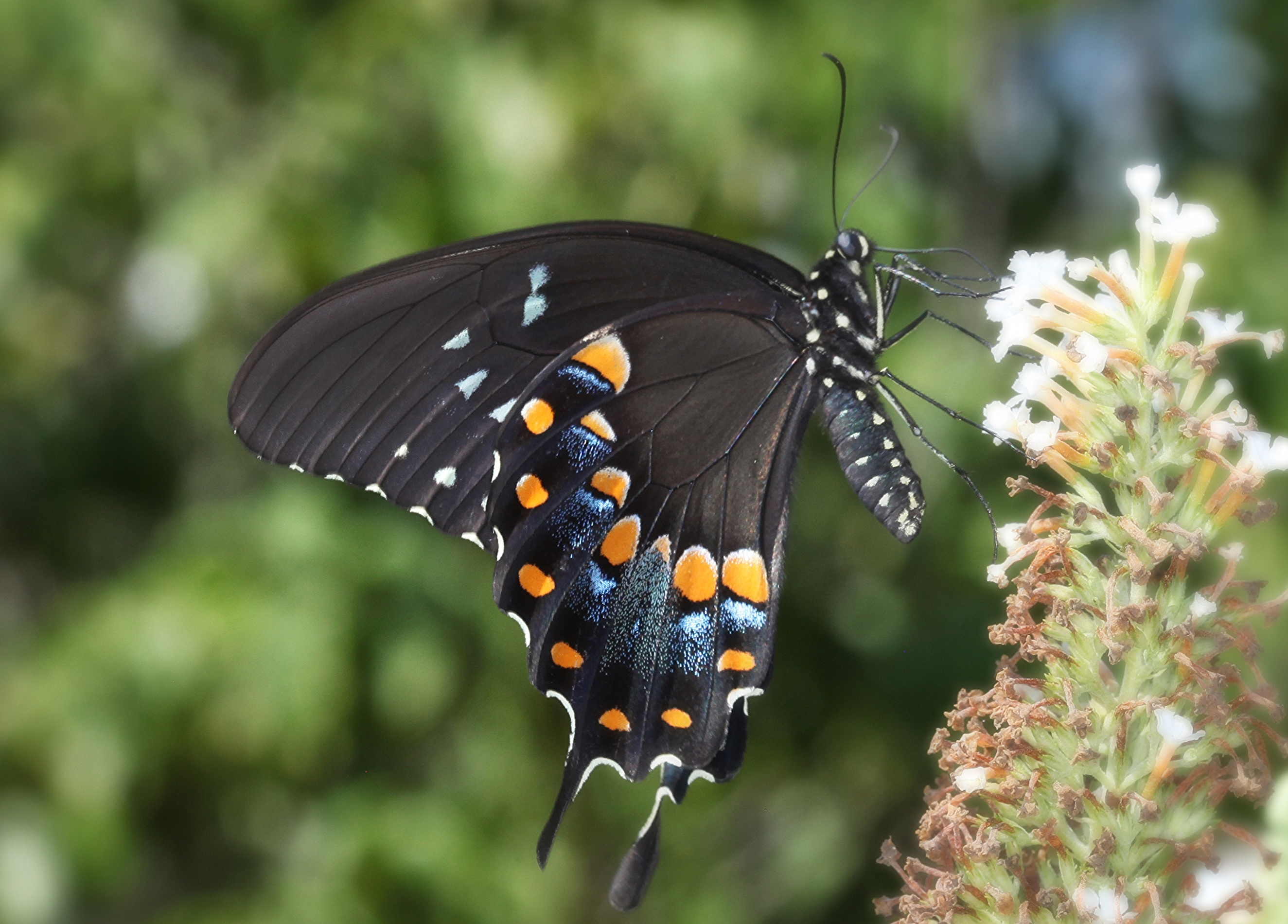
Papilio troilus vista ventral (mimética)